# Théorème de Castigliano
Le théorème de Castigliano (du nom de Carlo Alberto Castigliano) est à la base de nombreuses méthodes de calcul des efforts en résistance des matériaux. Il repose sur une relation énergétique et permet un calcul relativement simple des grandeurs spécifiques (efforts ou déplacements) cherchées.

## Premier énoncé de Castigliano
La dérivée partielle du travail des forces extérieures par rapport à une force est égale au déplacement du point d'application selon la ligne d'action de cette force. Ainsi la dérivée partielle du travail des forces extérieures par rapport à un couple (mécanique) détermine la rotation de la poutre au point de la section où s'applique ce couple.
{\displaystyle q_{i}} avec {\displaystyle i=1,...,n}
{\displaystyle q_{i}} ... déplacements généralisés
{\displaystyle Q_{i}} ... forces généralisées
{\displaystyle U=U(q_{1},...,q_{n})} ... énergie élastique (énergie de déformation)

## Second énoncé de Castigliano
{\displaystyle {\frac {\partial U^{*}}{\partial Q_{i}}}=q_{i}} avec {\displaystyle i=1,...,n}
{\displaystyle q_{i}} ... déplacements généralisés
{\displaystyle Q_{i}} ... forces généralisées
{\displaystyle U^{*}=U^{*}(Q_{1},...,Q_{n})} ... énergie interne, dite énergie complémentaire de déformation

## Énoncé deMenabrea
Le second énoncé de Castigliano peut également être mis à profit pour le calcul d'efforts hyperstatiques. La forme particulière sous laquelle on l'utilise alors prend le nom d'équation de Menabrea.
{\displaystyle {\frac {\partial U^{*}}{\partial X_{i}}}=0} avec {\displaystyle i=1,...,n}
{\displaystyle X_{i}} ... inconnues hyperstatiques (qui ne «travaillent» pas)
{\displaystyle U^{*}=U^{*}(X_{1},...,X_{n})} ... énergie interne, dite énergie complémentaire de déformation.